# الدك (وشم)

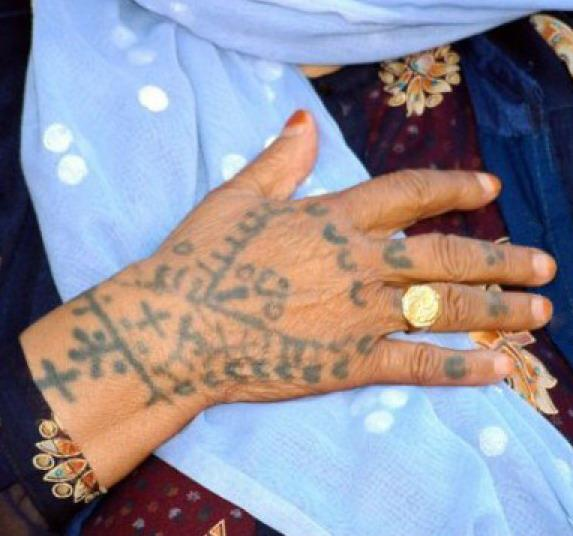
وشم كردي تقليدي أو دك على يد أنثى.

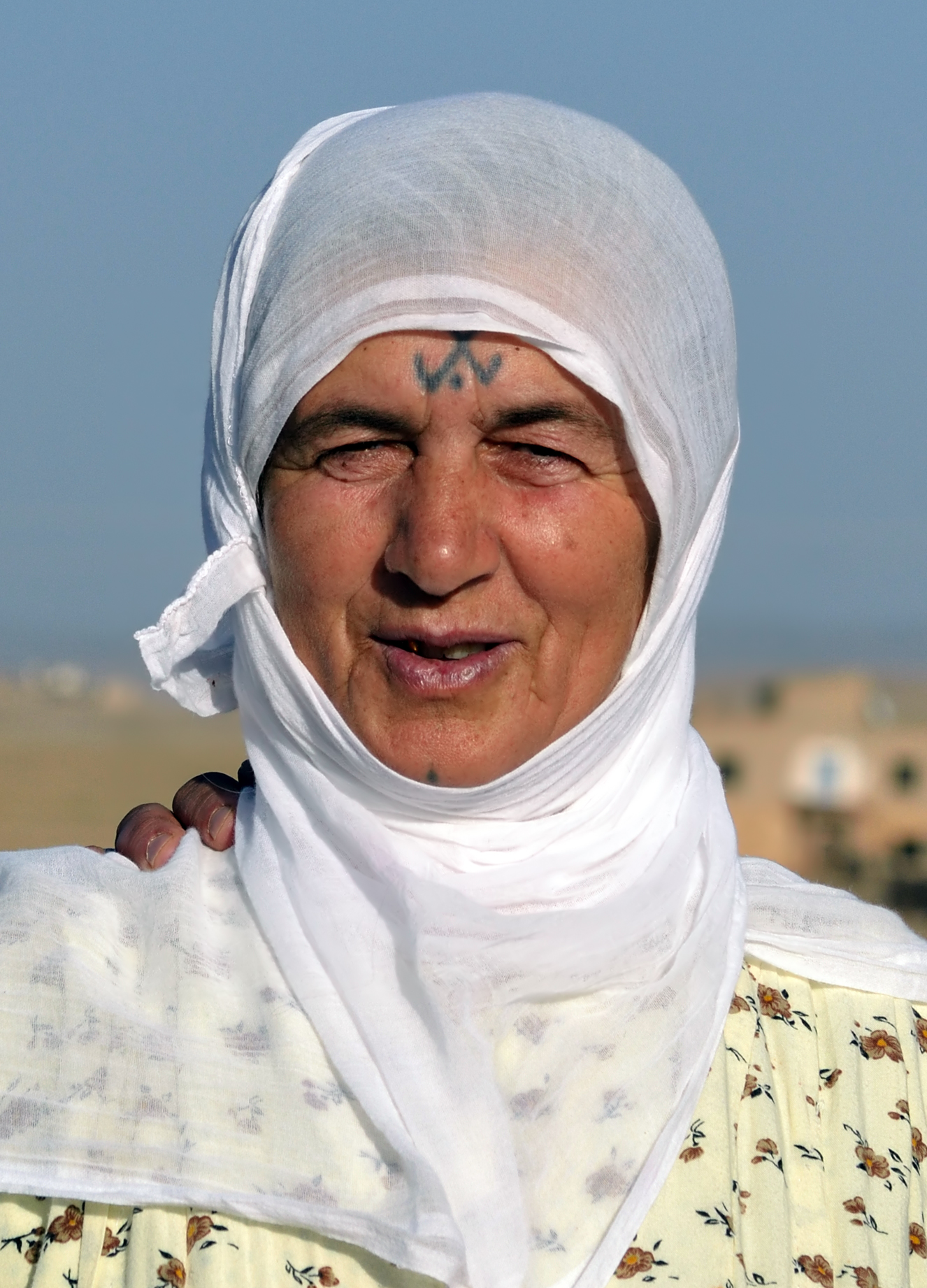
امرأة كردية بنمط الدك على وجهها ، سافور.

دق او الدك هي الأوشام التقليدية والفريدة الخاصة بالأكراد. ينتشر الدق بشكل أكثر شيوعًا بين النساء الكرديات، ولكنه يُلاحظ أيضًا بين الرجال. ومع ذلك، أصبحت ممارسة الدق أقل شيوعًا بسبب تأثير الإسلام. وتم استبدالها بالحناء، وعلى عكس الحناء، فإن الدق ليس مؤقتًا. بُذلت جهود لتنشيط استخدام الدق (الدك) كوسيلة لإعادة تأكيد الهوية الكردية. يمارس الدق أيضًا من قبل الإيزيديين وإلى درجة أعلى في الاستخدام لارتباطه بتقليد ديني.

## تاريخ
أصول الدك غير معروفة. 
في أوائل القرن السادس ، كتب أيتيوس من أميدا عن الدق (الدك) وكيف تم إعداده ونشره في عمله Medicae Artis Principes. وأوضح في هذا العمل. أن مادة التكسير (مادة الوشم) تم تحضيرها بسحق وخلط مواد من خشب الصنوبر (ويفضل لحاء الصنوبر)، وبعض البرونز المتآكل، والعلكة، والزيت من الأشجارالذي كانت مواد من الطبيعه المحيطه. بجانب هذا الخليط من المواد، تم خلط البرونز المتآكلة مع الخل لعمل خليط ثاني. ثم يخلط عصير الكراث (احد انواع النباتات ) والماء معًا. يتم بعد ذلك تنظيف مكان الوشم بخليط عصير الكراث، ويتم رسم التصميم بالثقب ثم يتم وضع الخليط المختلط على الجلد. 
كما لاحظ جاك دي مورغان وشم النساء الكورديات في عام 1895 عن زيارته لهم في شمال العراق، وذكر أن النساء المسنات يملكن معظم الأوشام وأحيانًا يتم رسم الوشم في جميع أنحاء الجسم. عندما كان الرجال موشومون ، كان في الغالب على أيديهم. ونادراً ما يكون على الوجه. كما لاحظ هنري فيلد هذه الظاهرة عندما زار اقليم كردستان في شمال العراق ومحافظة كرمانشاه في غرب إيران في الخمسينيات من القرن الماضي. 

## المغزى والاستخدام
ممارسة الدق تسبق الإسلام. وترتبط بالتقاليد المحلية القديمة. يمكن أن يكون لها دلالات مختلفة (دينية واجتماعية وقومية) حسب الموضع الذي تم الدق عليه. بما في ذلك الزينة الخالصة والحماية الروحية والانتماء القبلي. عند النساء، توجد عادة على الوجوه والعنق والقدمين واليدين وبدرجة أقل في الثديين وبالقرب من الأعضاء التناسلية. يُعتقد أن تقشير الوجه يقي من الأرواح الشريرة، ويوفر صحة جيدة وخصوبة. هناك قواعد لاستخدام الدق ولا يمكن وشم النساء المطلقات أو اللواتي أنجبن أطفال ميتين. تبعا للأعراف قديما.
عند النساء بالحبر. يقوم فنان الوشم أولاً برسم التصميم على الجلد بإبرة مغموسة بالحبر وخز الجلد (دق الجلد). يتكون الحبر من الحليب (عادةً من حليب الثدي)، وعادةً ما تكون التصميمات لها دلائل خاصة ودائماً ما تكون عبارة عن خطوط ونجوم وصليب معقوف وشموس ونصف دائرة ومستطيلات وماسات وصلبان. إنها الدوائر التي ترتبط بشكل خاص بالخصوبة، بينما يعتقد أن الصلبان تمنع الأرواح الشريرة والاًلماس يجلب القوة.  والدك يمكن اعتباره بطاقه تعريفيه للمرأة معينة. 
عادة ما يتم وشم الرجال على اليدين والساقين والرقبة والصدر والوجه (الوشم الصدغي شائع  ). الدلالات الأساسية بين الرجال طبية ووقائية ولكل جنس رسومات خاصه واماكن خاصه للوشم لها دلالات مختلفة. 
في الماضي، كان من الممكن تحديد الانتماء القبلي للكردي من خلال دكهم (حيث كانت الرموز الموشومة تدل على قوميتة). 

## أنماط الإيزيديين
تشمل الأنماط بين الأيزيديين. المشط، والصليب، والغزال، والحيوان المسمى الدقاية، والقدم الرملية، والقمر (الكامل أو الهلال)، والدمية، والمغزل، و 'v' المقلوب يسمى الدك الريسي والدمج (الشكل الذي يشبه حقيبة ذات خيطين متوازين). 